# 白石重昭
白石 重昭（しらいし しげあき、1944年7月11日 - ）は、日本の経営者。札幌テレビ放送社長を務めた。

## 経歴
福岡県出身。1967年に中央大学法学部を卒業し、同年に日本テレビ放送網に入社。1997年6月に札幌テレビ放送に転じ、取締役に就任し、1999年4月に副社長を経て、2003年4月から2005年6月までに社長を務めた。